# إل جي جي سي 900
إل جي جي سي 900 (بالإنجليزية: LG GC900)‏ هو هاتف محمول من إل جي أليكترونيكس، تم طرحه في الأسواق في يونيو 2009.

## الخصائص
- الكاميرا الأمامية: VGA
- الكاميرا الخلفية: 8 ميجابكسل
- الشاشة: شاشة لمس إل سي دي 480×800
- الوزن: 102 غرام
- الذاكرة: 1.5 جيجابايت